# Eduardo Francisco Pironio
Eduardo Francisco Pironio (Nueve de Julio, 3 dicembre 1920 – Città del Vaticano, 5 febbraio 1998) è stato un cardinale e arcivescovo cattolico argentino, venerato come beato dalla Chiesa cattolica.

## Biografia
Ventiduesimo ed ultimo figlio di Giuseppe ed Enrica Buttazzoni, emigrati friulani (Giuseppe era di Percoto, frazione in comune di Pavia di Udine; Enrica Buttazzoni di Camino di Buttrio), Eduardo Francisco nacque il 3 dicembre 1920 a Nueve de Julio, in Argentina, e venne ordinato sacerdote nel 1943.
Nel 1965 ottenne la cittadinanza onoraria di Buttrio.

### Episcopato
Nel 1964 fu eletto vescovo titolare di Ceciri e ausiliare di La Plata e nel 1972 vescovo di Mar del Plata. Dal 1968 al 1975 fu dapprima segretario generale e poi presidente del Celam (Consiglio Episcopale Latinoamericano).
Nel 1974 fu invitato da Papa Paolo VI a predicare gli esercizi spirituali alla Curia Romana.

### Cardinalato
Chiamato a Roma da Papa Paolo VI come prefetto della Congregazione per i Religiosi e degli Istituti Secolari, fu creato cardinale nel 1976.
Nel 1984 fu nominato da Giovanni Paolo II presidente del Pontificio Consiglio per i Laici, dove tra l'altro collaborò a ideare le Giornate mondiali della gioventù.
Nel suo testamento spirituale il cardinale Pironio scrisse, fra l'altro: "Rendo grazie al Signore per il mio ministero di servizio nell'episcopato. Quant'è stato buono il Signore con me! Ho voluto essere padre, fratello e amico dei sacerdoti, dei religiosi e delle religiose, di tutto il popolo di Dio. Ho voluto essere semplicemente presenza di ‘Cristo, speranza della gloria’. Ho voluto esserlo sempre, nei diversi servizi che Dio mi ha chiesto come Vescovo".
Da tempo malato di un tumore osseo, morì nella Città del Vaticano il 5 febbraio 1998 all'età di 77 anni. Fu sepolto nel santuario di Nostra Signora di Luján, in Argentina.

## Causa di beatificazione
Il 23 giugno 2006 il cardinale Camillo Ruini, vicario del papa per la diocesi di Roma, ha aperto la fase diocesana del suo processo di beatificazione.
Il 18 febbraio 2022, papa Francesco ha riconosciuto le virtù eroiche del cardinale Pironio, dichiarandolo venerabile.
L'8 novembre 2023, papa Francesco ha approvato un miracolo attribuito alla sua intercessione, aprendo la strada alla sua beatificazione, la quale è stata celebrata il 16 dicembre sul sagrato della basilica di Nostra Signora di Luján dal cardinale Fernando Vérgez Alzaga, in qualità di delegato pontificio.

## Genealogia episcopale e successione apostolica
La genealogia episcopale è:
- Cardinale Scipione Rebiba
- Cardinale Giulio Antonio Santori
- Cardinale Girolamo Bernerio, O.P.
- Arcivescovo Galeazzo Sanvitale
- Cardinale Ludovico Ludovisi
- Cardinale Luigi Caetani
- Cardinale Ulderico Carpegna
- Cardinale Paluzzo Paluzzi Altieri degli Albertoni
- Papa Benedetto XIII
- Papa Benedetto XIV
- Papa Clemente XIII
- Cardinale Bernardino Giraud
- Cardinale Alessandro Mattei
- Cardinale Pietro Francesco Galleffi
- Cardinale Giacomo Filippo Fransoni
- Cardinale Carlo Sacconi
- Cardinale Edward Henry Howard
- Cardinale Mariano Rampolla del Tindaro
- Cardinale Antonio Vico
- Arcivescovo Filippo Cortesi
- Arcivescovo Zenobio Lorenzo Guilland
- Arcivescovo Antonio José Plaza
- Cardinale Eduardo Francisco Pironio

La successione apostolica è:
- Vescovo Manuel Guirao (1970)
- Arcivescovo Rómulo García (1975)
- Vescovo Sebastiano Sanguinetti (1997)